# Раевка (Харьковская область)
Раевка (укр. Раївка; в прошлом — Мирная Долина) — село, 
Шевченковский поселковый совет,
Шевченковский район,
Харьковская область.
Код КОАТУУ — 6325755106. Население по переписи 2001 года составляет 278 (120/158 м/ж) человек.

## Географическое положение
Село Раевка находится на берегу пересыхающей реки Баба,
выше по течению на расстоянии в 1 км расположено село Троицкое,
ниже по течению примыкает село Верхнезорянское.
На расстоянии в 1 км проходит автомобильная дорога Р-07 и
железная дорога, ближайшая станция Первомайское-Южное в 4-х км.

## История
- 1795 — дата основания.

## Объекты социальной сферы
- Фельдшерско-акушерский пункт.
- Клуб,библиотека,детская площадка